# Porto Alemoa
Porto Alemoa é um bairro localizado na zona portuária da cidade de Santos.
É considerado um dos bairros mais antigos da cidade.